# Muszyki
Muszyki – część wsi Dołha, położona w województwie lubelskim, w powiecie bialskim, w gminie Drelów.
W latach 1975–1998 miejscowość należała administracyjnie do województwa bialskopodlaskiego.